# Lisa van Belle
Lisa van Belle (Zoetermeer, 30 de janeiro de 2004) é uma ciclista neerlandesa.

## Carreira
Em julho de 2022, ela foi vice-campeã na corrida nacional júnior holandesa de estrada.
Ela correu pela equipe do clube WV Schijndel em 2023 e mudou-se para a equipe continental belga Proximus-Cyclis CT em 2024.
Também competidora no ciclismo de pista, ela fez sua estreia no Campeonato Europeu de Ciclismo de Pista em Apeldoorn em 2024, com um décimo segundo lugar na corrida scratch e um quinto lugar no madison com Marit Raaijmakers, para o qual ela foi uma substituta de lesão de Maike van der Duin.
Ela foi selecionada para as Olimpíadas de Paris de 2024 no Madison com Raaijmakers, com quem conseguiu a medalha de bronze.